# Huntingdonshire
Huntingdonshire é um distrito de administração local situado em Cambridgeshire, Inglaterra. Segundo o censo de 2011, Huntingdonshire teve uma população de 169 508 habitantes.
Foi uma divisão administrativa (condado administrativo) de 1889 a 1974, sendo hoje parte da Cambridgeshire.